# Emorragia da impianto
Per emorragia da impianto in campo medico, si intende il minimo evento emorragico intervenuto durante l'applicazione dell'impianto del prodotto del concepimento in utero.
Tale emorragia avviene molto spesso durante una gravidanza ectopica.

## Eziologia
La causa di tale perdita di sangue è dovuta all'angiogenesi.